# Can & Can’tankerous
Can & Can'tankerous är en novellsamling av den amerikanske författaren Harlan Ellison, utgiven 2015 av Subterranean Press. Det var den sista novellsamlingen som gavs under författarens livstid. Titeln anspelar på hans personlighet (Ellison hade rykte om sig att vara stridbar); cantankerous betyder ungefär "grälsjuk".
Boken samlar noveller publicerade huvudsakligen under 1990- och 2000-talen. Vissa av berättelserna är dock skrivna längre tillbaka än så; exempelvis bygger "Never Send to Know for Whom the Lettuce Wilts" på en novell ursprungligen publicerad 1956. Varje berättelse föregås av ett förord av författaren. Till "Loose Cannon, or Rubber Duckies from Space" bidrar dessutom Neil Gaiman med en introduktion. Novellen "How Interesting: A Tiny Man" vann Nebulapriset 2011.

## Innehåll
- "How Interesting: A Tiny Man"
- "Never Send to Know for Whom the Lettuce Wilts"
- "Objects of Desire in the Mirror Are Closer Than They Appear"
- "Loose Cannon, or Rubber Duckies from Space"
- "From A to Z, in the Sarsaparilla Alphabet"
- "Weariness"
- "The Toad Prince, or, Sex Queen of the Martian Pleasure-Domes: A Novella of Manners"
- "Incognita, Inc."
- "Goodbye to All That"
- "He Who Grew Up Reading Sherlock Holmes"